# Program ERS

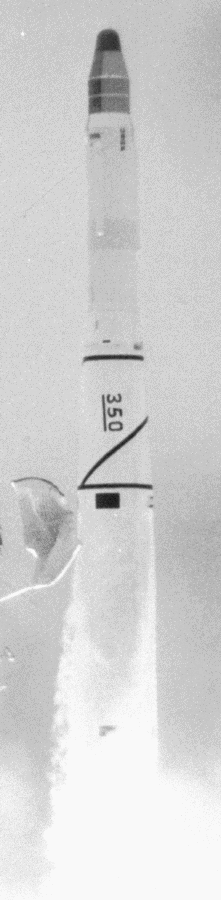
Start rakiety Thor Agena B z satelitami Corona 51 i ERS 2 – pierwszym satelitą serii ERS

Program Earth Resources Satellite ERS (również: Tetrahedron Research Satellite TRS) – seria satelitów naukowych wysłanych przez Siły Powietrzne Stanów Zjednoczonych. Ich producentem była firma TRW.
Satelity serii ERS były małymi statkami wysyłanymi jako ładunki dodatkowe do większych satelitów. Ich masa wahała się od 0,68 do 45 kg. Przenosiły od 1 do 14 eksperymentów naukowych. Stanowiły tanią platformę do specjalistycznych badań naukowych i inżynierskich, głównie do określenia wytrzymałości komponentów satelitów w środowisku kosmicznym.
Statki nie posiadały baterii zasilających. Niemal całą ich powierzchnię zajmowały ogniwa słoneczne.
Między 1962 a 1969 wysłano przynajmniej 23 satelity ERS:
- 17 września 1962 – ERS 2 (TRS) - start udany - satelita nie odłączył się od ładunku głównego, satelity Corona 51
- 11 listopada 1962 – ERS 1 (TRS 1) - start udany - satelita nie odłączył się od ostatniego członu rakiety (patrz: SAMOS 11)
- 17 grudnia 1962 (20:36:33 GMT) – ERS 3 (TRS 3) i ERS 4 (TRS 4) - nieudany start rakietą Atlas Agena B z Point Arguello; oznaczenie COSPAR/SATCAT: 1962-F09/F00211,F00212; ładunek główny: MIDAS 6
- 9 maja 1963 – ERS 5 (TRS 5) i ERS 6 (TRS 6) – start udany – ładunek główny: MIDAS 7
- 12 czerwca 1963 (? GMT) – ERS 7 (TRS 7) i ERS 8 (TRS 8) – nieudany start rakietą Atlas Agena B z Point Arguello; oznaczenie COSPAR/SATCAT: 1963-F09/F00246,F00247; ładunek główny: MIDAS 8
- 19 lipca 1963 – ERS 9 (TRS 9) i ERS 10 (TRS 10) – start udany – ładunek główny: MIDAS 9
- 17 października 1963 – ERS 12 (TRS 12) – start udany – ładunek główny: Vela 1A i Vela 1B
- 17 lipca 1964 – ERS 13 (TRS 13) – start udany – ładunek główny: Vela 2A i Vela 2B
- 20 lipca 1965 – ERS 17 (ORS 3) – start udany – ładunek główny: Vela 3A i Vela 3B
- 9 czerwca 1966 – ERS 16 (ORS 2) – start udany – ładunek główny: MIDAS 10
- 19 sierpnia 1966 – ERS 15 – start udany – ładunek główny: MIDAS RTS 2
- 28 kwietnia 1967 – ERS 18 (ORS 3B), ERS 20 (ORS 2B), ERS 27 – start udany – ładunek główny: Vela 4A i Vela 4B
- 16 sierpnia 1968 (20:57:44 GMT) – ERS 19 - nieudany start rakietą Atlas Burner 2 z kosmodromu Vandenberg; oznaczenie COSPAR/SATCAT: 1968-F07/F00468; ładunek główny: UVR
- 26 września 1968 – ERS 21 i ERS 28 – start udany – ładunek główny: OV-2 5
- 23 maja 1969 – ERS 26 i ERS 29 – start udany – ładunek główny: Vela 5A, Vela 5B